# Jean IV Lascaris
Pour les articles homonymes, voir Jean IV, Lascaris et Lascaris (homonymie).
Jean IV Doukas Lascaris (grec byzantin : Ἰωάννης Δʹ Δούκας Λάσκαρις) est un empereur byzantin de Nicée de 1258 à 1261. Né le 25 décembre 1250 à Nymphaion (?), mort vers 1305, il est le fils de Théodore II Lascaris, empereur de Nicée, et d'Hélène de Bulgarie (1223-1254).

## Biographie
Seul fils et héritier de Théodore II Lascaris, il est encore mineur lorsqu'il monte sur le trône de Nicée, le 18 août 1258, avec pour régent Georges Muzalon, ancien conseiller de son père, détesté par l'aristocratie en raison de ses humbles origines. Si l'aristocratie avait été forcée par Théodore II de prêter serment à Muzalon, celui-ci et son frère furent néanmoins massacrés quelques jours plus tard (25 août) lors des obsèques de Théodore II. Une révolution de palais confia la régence de l'Empire de Nicée au jeune général Michel Paléologue (futur empereur byzantin Michel VIII Paléologue).
Brillant général, celui-ci avait déjà été accusé d'aspirer à la couronne sous Jean III Doukas Vatatzès. Théodore II se méfiait également de lui, si bien qu'en 1256, Paléologue s'était réfugié auprès du sultan d'Iconium. Aux prises avec le despote d'Épire, Théodore II avait été obligé de le rappeler et de lui confier le commandement de l'expédition contre l'Épire, mais avec des troupes insuffisantes. L'échec de l'expédition le conduisit en prison, où il se trouvait au moment de la mort de Théodore II. Libéré, le nouveau régent fut immédiatement promu megas doux, puis, à la demande du clergé, despote,.
Probablement le jour de Noël 1258, Jean IV fut couronné co-empereur à Nicée en même temps que Michel VIII Paléologue. Mais alors que Michel VIII et son épouse reçurent la couronne impériale, Jean IV ne fut couronné qu'en deuxième d'une calotte ornée de perles ; il fut dès lors écarté du pouvoir,.
Le 15 août 1261, Michel VIII Paléologue fut couronné empereur byzantin en la basilique Sainte-Sophie de Constantinople. Le 25 décembre 1261, jour de son onzième anniversaire, sur l'ordre de Michel VIII Paléologue, Jean IV eut les yeux crevés afin de ne plus pouvoir prétendre au trône. La cruauté de ce geste émut la société nicéenne, et le patriarche Arsène Autorianos excommunia Michel VIII. Une révolte, rapidement réprimée, éclata en faveur du jeune Lascaris à la dynastie duquel beaucoup demeuraient attachés en Asie mineure.
Confiné à la forteresse de Dakibyze sur la côte sud de la mer de Marmara, il y passa le reste de sa vie. En 1284, lorsque Andronic II Paléologue, successeur de Michel VIII Paléologue, visita l'Asie mineure, il rendit visite à Jean IV, lui demandant pardon pour le geste de son père et lui demandant de le reconnaître comme empereur légitime.
Il mourut, probablement au même endroit vers 1305. Très rapidement un culte semble s'être développé autour de sa personne, centré sur le monastère de Saint-Dimitri de Constantinople où reposait son corps.
Sa sœur Eudoxie Lascaris (1248-1311) prolonge son nom dans l'histoire en épousant le comte Guillaume-Pierre Ier, comte de Vintimille (1257-1278). Son autre sœur, Marie Lascaris (morte en 1258), épouse Nicéphore Ier Doukas.

#### Source primaire
- Georges Pachymérès (trad. Vitalien Laurent, édition, introduction et notes par Albert Failler), Relations historiques, vol. 1, Paris, 1984.

#### Sources secondaires
- Louis Bréhier, Vie et mort de Byzance, Paris, Albin Michel, coll. « L’évolution de l’humanité », 1969 (1re éd. 1946), 632 p. (ISBN 978-2-226-05719-8 et 2-226-05719-6).
- (en) Alexander Kazhdan (dir.), Oxford Dictionary of Byzantium, New York et Oxford, Oxford University Press, 1991, 1re éd., 3 tom. (ISBN 978-0-19-504652-6 et 0-19-504652-8, LCCN 90023208).
- Angeliki Laiou et Cécile Morrisson (dir.), Le Monde byzantin, t. III : L'Empire grec et ses voisins, XIIIe – XVe siècles, Paris, PUF, coll. « Nouvelle Clio », 2011, 494 p. (ISBN 978-2-13-052008-5).
- (en) John Julius Norwich, Byzantium, vol. III : The Decline and Fall, New York, Alfred A. Knopf, 1996, 488 p. (ISBN 978-0-679-41650-0 et 0-679-41650-1).
- Georg Ostrogorsky, Histoire de l'État byzantin, Paris, Payot, 1983, (1re éd. 1956) (ISBN 978-2-228-07061-4 et 2-228-07061-0).
- (en) Demetrios I. Polemis, The Doukai : A Contribution to Byzantine Prosopography, Londres, Athlone Press, 1968.
- (en) Steven Runciman, The Last Byzantine Renaissance, Cambridge, Cambridge University Press, 1970, 128 p. (ISBN 978-0-521-09710-9).
- (en) Ihor Sevcenko, « Notes on Stephen, the Novgorodian Pilgrim to Constantinople in the XIV Century », Südost-Forschungen, vol. 12,‎ 1953, p. 165-175.
- (en) Iohannis Spatharakis, The Portrait in Byzantine Illuminated Manuscripts, Leyde, Brill, 1976, 287 p. (ISBN 978-90-04-04783-9 et 90-04-04783-2, lire en ligne).
- (en) Warren Treadgold, A History of the Byzantine State and Society, Stanford, Stanford University Press, 1997, 1019 p. (ISBN 978-0-8047-2630-6 et 0-8047-2630-2, lire en ligne).